# Bjørn Helland-Hansen
Pour les articles homonymes, voir Helland et Hansen.
Bjørn Helland-Hansen (1877 - 1957) est un océanographe norvégien qui est l'un des fondateurs de l'Institut géophysique de l'université de Bergen. Il engage Vilhelm Bjerknes comme directeur de la section de météorologie de l'institut. Ce dernier crée l'école de météorologie de Bergen qui devient fameuse pour le développement du modèle frontal au tournant des années 1920. 
Helland-Hansen travaille avec Vagn Walfrid Ekman et Johan Wilhelm Sandström sur les bases de l'océanographie physique moderne. Il forme également l’océanographe russe Alexandre Koutchine qui accompagne Roald Amundsen en Antarctique et une île du secteur russe est nommée en son honneur Gellanda-Gansena.
Il reçoit en 1933 la médaille Alexander Agassiz pour ses contributions à la connaissance de la dynamique de la circulation océanique. En 1939, il devient président de l’Union géodésique et géophysique internationale. Il est également membre de l’Académie royale des sciences de Prusse et celle de la République démocratique allemande.